# Варегем
Варегем (на нидерландски: Waregem) е град в Северозападна Белгия, окръг Кортрейк на провинция Западна Фландрия. Разположен е на река Лейе. Населението му е около 35 900 души (2006).